# Baobabgierzwaluw
De baobabgierzwaluw (Telacanthura ussheri) is een vogel uit de familie Apodidae (gierzwaluwen) die voorkomt in Afrika ten zuiden van de Sahara.

## Kenmerken
De vogel is gemiddeld 14 cm lang en weegt 33 tot 35 gram. Het is een middelgrote gierzwaluw. Opvallend is de manier waarop de vleugels aan het lichaam zitten, waarbij er een soort knik in de vleugel zit iets voorbij de plaats van het aanhechtingspunt aan het vogellijf. De staart is vrij breed (voor een gierzwaluw) en lijkt afgerond. De vogel is overwegend zwartbruin met een witte stuit en een lichte keel en bovenborst met bruine streepjes.  De ondersoort  T. u.  sharpei is bijna zwart en  T. u. benguellensis is eerder bruin.

## Verspreiding en leefgebied
Deze soort komt wijdverspreid voor in Afrika en telt 4 ondersoorten:
- T. u. ussheri: Senegal en Gambia tot Nigeria.
- T. u.  sharpei: van Kameroen en Gabon via Congo-Kinshasa tot Oeganda.
- T. u.  stictilaema: zuidelijk Kenia, noordoostelijk en centraal Tanzania.
- T. u. benguellensis: westelijk Angola tot Mozambique.

Het leefgebied bestaat vooral uit droge loofbossen waarin baobabs (Adansonia digitata) domineren, maar ook in andere typen bos, meestal in laagland,maar in Oost-Afrika tot op 2200 m boven de zeespiegel. De vogel mijdt door mensen bewoond gebied.

## Status
De grootte van de wereldpopulatie is niet gekwantificeerd. De vogel is plaatselijk talrijk, maar in zuiden van zijn verspreidingsgebied wat minder algemeen. Men veronderstelt dat de soort in aantal stabiel is. Om deze redenen staat de baobabgierzwaluw als niet bedreigd op de Rode Lijst van de IUCN.